# Tanacetum praeteritum
Tanacetum praeteritum là một loài thực vật có hoa trong họ Cúc. Loài này được (Horw.) Heywood miêu tả khoa học đầu tiên năm 1952.